# 柴田康長
柴田 康長（しばた やすなが）は、安土桃山時代から江戸時代前期にかけての武将・旗本寄合。柴田七九郎康忠の子。通称、父と同じ七九郎を継ぐ。官位は従五位下・筑後守。

## 略歴
父の康忠が数えで50歳の時の息子である。
慶長5年（1600年）第二次上田合戦では本多正信隊に属して従軍。慶長9年（1604年）、火の番頭となる。文禄2年（1593年）に父・康忠が没し、慶長18年（1613年）家臣の不祥事により改易となり、下野国足利に住む。しかし、大坂の陣に従軍し、伊達政宗隊に属した。
元和9年（1623年）に赦され、寛永元年（1624年）、武蔵国大谷領（現・上尾市、さいたま市北区）3000石を賜り、向山村（現・上尾市向山・向山神明社境内付近）に陣屋を置く。翌年徒頭となり、寛永3年（1626年）書院組頭となる。寛永10年（1633年）上総国長柄郡において700石加増される。同年小姓組番頭となり、寛永13年（1636年）、書院番頭となるも領地にて没する。墓所は今泉村（現・上尾市）の十連寺。
その後、康久、康利と続き、元禄11年（1698年）康利の代に丹波国に移封された。